# 默瑟 (宾夕法尼亚州)
默瑟（Mercer）是美国宾夕法尼亚州默瑟县的一个自治市镇，是默瑟县的县城，2020年美国人口普查时，人口为1,982人。它是扬斯敦-沃伦大都会统计区的一部分。
该社区以休·默瑟准将命名。默瑟县法院大楼和克里斯蒂安娜-林赛大楼被列入国家史迹名录。

## 地理
默瑟位于41°13′35″N 80°14′15″W / 41.22639°N 80.23750°W（41.226347，-80.237436）。 根据美国普查局的数据，该市镇总面积为1.2平方英里（3.1平方公里），全部为陆地。